# Астильба Тунберга
Асти́льба Ту́нберга (лат. Astílbe thúnbergii) — вид многолетних травянистых растений из рода Астильба (Астильбе) семейства Камнеломковые. Курило-японский эндемик.

## Естественные разновидности
- Astilbe thunbergii var. bandaica (Honda) Murata
- Astilbe thunbergii var. congesta H.Boissieu
- Astilbe thunbergii var. fujisanensis (Nakai) Ohwi
- Astilbe thunbergii var. kiusiana (H.Hara) H.Hara ex H.Ohba

## Биологическое описание

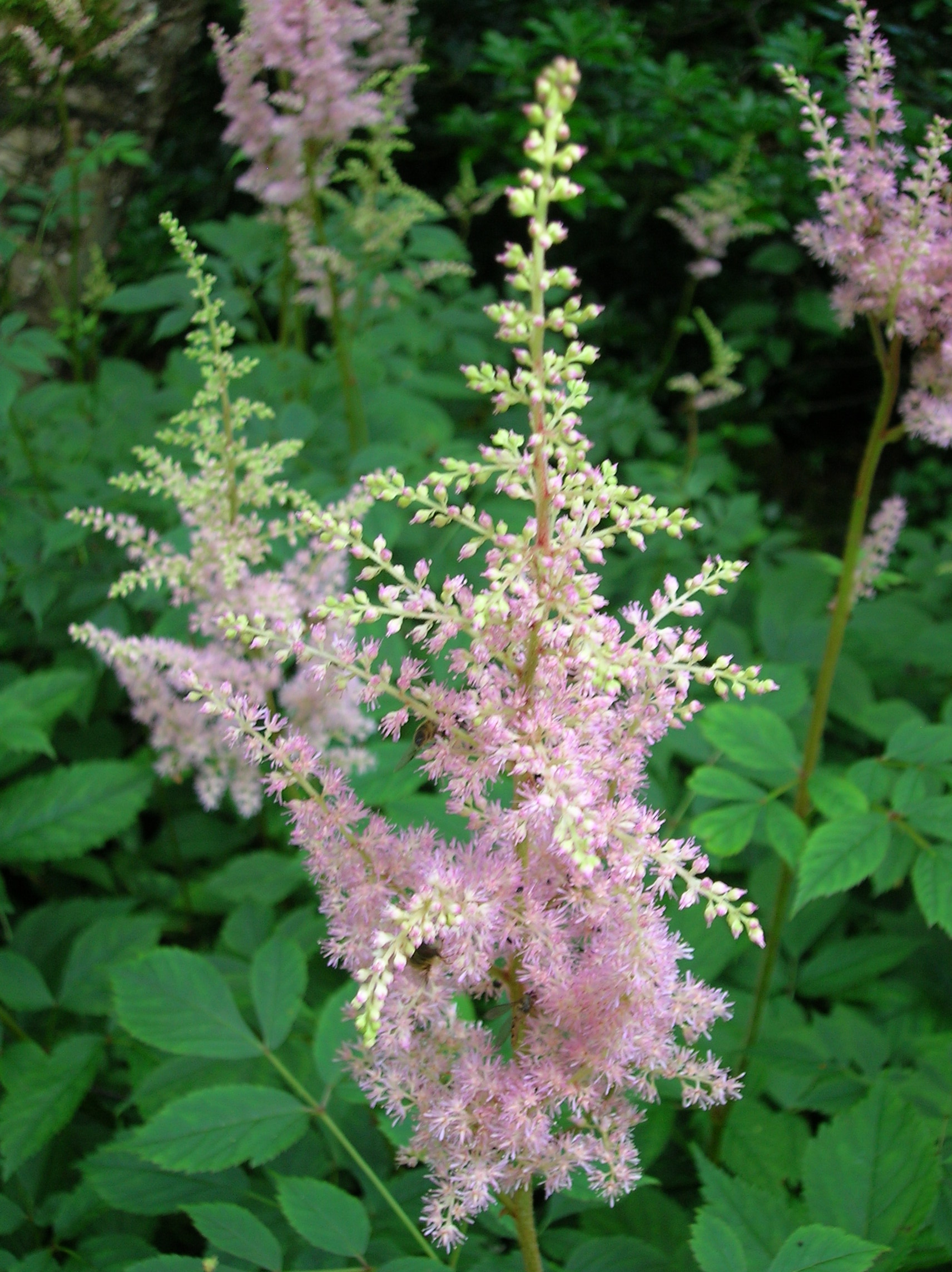
Соцветия

Высота растений — до 100 см. Листьев на стебле 2—3, реже 1. У основания листья покрыты жёлтыми или бурыми волосками. Листья сложные, листочки почти голые, яйцевидные, часто раздельно-лопастные, верхушечные иногда трёхраздельные.
Соцветие — метёлка. Форма соцветий изменчива. Цветки мелкие, бело-розовые.
Цветение в июле-августе.

## Распространение и экология
Произрастает в Японии (Хоккайдо, Хонсю, Сикоку и Кюсю) и России (смешанные леса и бамбучники на острове Кунашир).

## Использование
Видовые растения и многочисленные сорта используются в качестве декоративных садовых растений. Влаголюбива, полутеневынослива, морозоустойчива.
Размножают семенами и делением куста (весной или осенью). Выращивают на хорошо дренированных почвах. На одном месте, без пересадки, может выращиваться до 6 лет. Плотность посадки: 6—9 штук на м2.
Зоны морозостойкости: 4a—9b.